# تام مورلو
توماس باپتیست "تام" مورلو (به انگلیسی: Thomas Baptiste "Tom" Morello) (زاده ۳۰ مه ۱۹۶۴) گیتاریست آمریکایی برندهٔ جایزهٔ گرمی است که به‌خاطر عضویت در گروه‌های ریج اگینست د ماشین و آودیو اسلیو شناخته شده‌است. او به‌همراه سرژ تانکیان سازمان فعالیت سیاسی غیرانتفاعی اکسیس آو جاستیس را تأسیس کرده‌اند. مورلو به خاطر سبک نوازندگی یگانه و خلاقانه‌اش در نواختن گیتار مشهور است که شامل استفادهٔ زیاد از اودیو فیدبَک، پیکینگ غیرمتعارف، تَپینگ و همچنین به‌کارگیری افکت‌های متعدد گیتار می‌شود. او در ردهٔ ۴۰ از رتبه‌بندی «۱۰۰ گیتاریست بزرگ تمام دوران» مجلهٔ رولینگ استون قرار دارد.

## زندگی
تام مورلو در ۳۰ مه ۱۹۶۴ در هارلم نیویورک به دنیا آمد. پدرش نگته نجوروگه کیکویو تبار و مادرش ماری مورلو است که اصالت ایرلندی/ایتالیایی دارد.
مورلو در ۱۳ سالگی به گروهی پیوست که آهنگ‌های لد زپلین را بازخوانی می‌کرد. او در این گروه به عنوان خواننده فعالیت می‌کرد. در حدود سال ۱۹۸۴ به‌طور جدی شروع به یادگیری گیتار کرد و همان سال گروهی به نام «گوسفند برقی» تشکیل داد که آدام جونز (گیتاریست تول) در آن گروه گیتار باس می‌نواخت.
در همین دوران مورلو به سبک‌های هارد راک و هوی متال و به‌خصوص به گروه‌هایی مثل کیس و آیرن میدن گرایش پیدا کرد و سبک یگانهٔ خودش در نوازندگی گیتار الکتریک را بسط داد. بعدتر سبک موسیقی و دیدگاه‌های سیاسی وی تحت تأثیر گروه‌های پانک راکی نظیر کلَش، سکس پیستولز و دیوُو قرار گرفت.

## پی‌نوشت
1. ↑  "100 Greatest Guitarists of All Time". Rolling Stone. Archived from the original on 8 December 2010. Retrieved 31 August 2011.
2. ↑  "The Mary Morello and Cindy Sheehan Show". Axis of Justice. August 6, 2007. Archived from the original on 11 December 2007. Retrieved 2008-01-09. {{cite web}}: Unknown parameter |episode= ignored (help)
3. ↑  Devenish, Colin (2001). Rage Against the Machine. St. Martin's Press. p. 13. ISBN 0-312-27326-6.